# Michael Lockshin
Michael Lockshin ou Mikhaïl Lokchine (russe : Михаил Локшин), né en 1981, est un réalisateur et écrivain russo-américain.

## Biographie
Né en 1981, il grandit aux États-Unis puis en Russie. Il est le fils du scientifique russo-américain Arnold Lockshin engagé politiquement en faveur d'Edward Snowden. En 1986, sa famille d'origine juive déménage en URSS. Diplômé d'une maîtrise en psychologie de l'Université d'État de Moscou, il déménage à Londres, où il a commence à travailler dans le secteur de la publicité.

### Carrière professionnelle
En 2019, il tourne son premier long métrage, Silverland : La Cité de glace, qui connait un grand succès en Russie. Il est présenté comme film d'ouverture au Festival international du film de Moscou en octobre 2020. Le film fut particulièrement rentable malgré une baisse de fréquentation liée à la pandémie du Covid.
Il coécrit et réalise un deuxième long métrage Le Maître et Marguerite, basé sur le roman de Mikhaïl Boulgakov, inspiré du mythe de Faust  intégrant dans le casting  l'acteur allemand August Diehl. Ce film devait à l’origine être réalisé par Nikolaï Lebedev. Les héritiers de Mikhaïl Boulgakov ayant vendu les droits d’exploitation du Maître et Marguerite à plusieurs sociétés, Nikolaï Lebedev fut contraint de suspendre un temps la réalisation de son projet qui souhaitait rester fidèle à la structure narrative. Finalement, le projet cinématographique est développé par Mikhaïl Lokchine et Roman Kantor qui font  le choix de développer la ligne post-moderne présente dans le roman.
Retardée à plusieurs reprises notamment en raison du retrait du studio américain Universal dans le contexte de l'invasion de Ukraine par la Russie, le film sort en janvier 2024 et exclusivement en Russie. Domicilié à Los Angeles, le réalisateur est dans l’impossibilité d’assurer la promotion du film, son nom étant censuré sur l'affiche pour des raisons de sécurité et de ses positions politiques du fait qu'il affirme être « ouvertement anti-guerre ». Malgré une critique virulente, le film étant qualifié  de « sataniste », « antisoviétique » et « antirusse », le film bénéfice d'un large engouement auprès du grand public et engendre 2 milliards de roubles de recettes (plus de 20 millions d’euros). Le journal Kommersant parle d'une version « moderne et progressiste » de l'ouvrage culte. Ne pouvant assurer la promotion du film, Michael Lockshin se déclare surpris du succès du film tout en admettant qu'il a bénéficié d'une liberté artistique pour la réalisation et le scénario  qui ne serait plus permise compte tenu de la censure  plus active en Russie dans le domaine artistique.

## Filmographie

### Réalisateur

#### Cinéma
- 2019 : Afternoon Delight (court-métrage)
- 2020 : Silverland : La Cité de glace
- 2024 : Le Maître et Marguerite